# Ioannis Despotopoulos
Ioannis Despotopoulos (griechisch Ιωάννης Δεσποτόπουλος auch Jan Despo; * 7. Januar 1903 auf Chios; † 1. Oktober 1992) war ein griechischer Vertreter moderner Architektur der 1930er Jahre und Städtebauer.

## Leben
Seine Eltern siedelten von Smyrna nach Chios um, wo er seine Schulausbildung abschloss.
Von 1924 bis 1925 studierte er am Bauhaus in Weimar unter Hannes Meyer und 1928 an der Königlich Technischen Hochschule Hannover. 1929 erlangte er sein Diplom und arbeitete kurzzeitig im Büro von Erich Mendelsohn in Berlin.
Zurück in Griechenland arbeitete er als freier Architekt und war von 1932 bis 1956 Mitbegründer, Mitglied und Delegierter der griechischen CIAM-Gruppe, weiterhin war er am Schulbauprogramm engagiert, das von Patroklos Karantinos geleitet wurde. An der Nationalen Technischen Universität, Athen war er von 1942 bis 1946 und von 1961 bis 1967 Professor für Architektur-Komposition. Zwischenzeitlich hatte er von 1947 bis 1955 an den Technischen Hochschulen in Göteborg und Uppsala in Schweden sowie an der Universität Stockholm eine Gastprofessur. 1959 erhielt er den ersten Preis eines städtischen Planungswettbewerbes für das Kulturzentrum von Athen. Von diesem Entwurf wurde lediglich das Konservatorium Athen (Ωδείο Αθηνών) (1969–85) realisiert. Der Bau zählt zu den interessantesten öffentlichen Gebäuden der Nachkriegszeit in Athen. Neben seiner zweiten Professurzeit in Athen wurde er von 1960 bis 1965 auf den Lehrstuhl für Städtebau an der Akademie der Bildenden Künste in München berufen.
In der Sektion Baukunst der Akademie der Künste, Berlin (West) war Despotopoulos (Despo) von 1964 bis 1979 Außerordentliches Mitglied und von 1979 bis 1992 Mitglied.

## Ausgeführte Bauten
Die Sanatorien „Sotiria“/Athen, in Tripoli, Peloponnes und in Asvestochori bei Thessaloniki waren die ersten von der Moderne beeinflussten Gebäude dieser Art in Griechenland.
- Sanatorium Sotiria, Athen (1932–1935)[3][4]
- Städtische Kunstsammlung Chios (1935–1936)
- Tuberkulosesanatorium Tripolis, Peloponnes (1936–1940)
- Sanatorium und Sozialzentrum Asvestochori, Thessaloniki (1937–1940)
- Kulturzentren in Schweden (1947–1960), u. a. in Umeå, Luleå, Stockholm-Kallhäll
- Kulturzentrum Athen, Wettbewerb 1. Preis und Auftrag (1959) davon Ausführung des Konservatoriums (1969–1985)[4][5]

## Bibliografie
- Jan Despo: Die ideologische Struktur der Städte, Vortrag anlässlich der Berliner Bauwochen gehalten am 15. September 1966 in der Akademie der Künste Berlin. Mann, Berlin 1973, ISBN 3-7861-6164-X.

## Über Ioannis Despotopoulos (Jan Despo)
- To mystiko Axioma (Tο μυστικό αξίωμα), Dokumentarfilm von Spyros Papadopoulos (2006),[6]